# Valerian Zubov

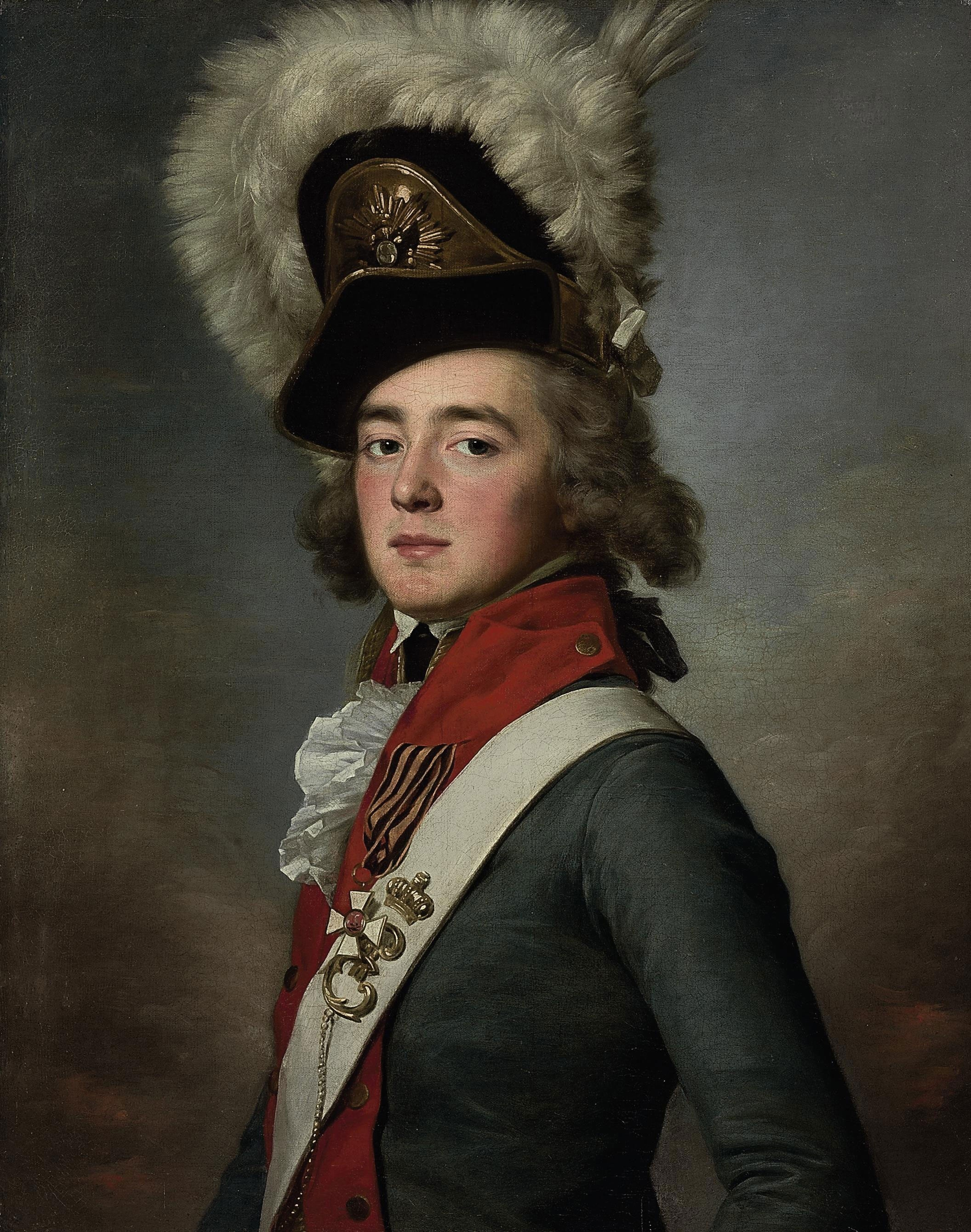
Valerian Zubov.

Valerian Aleksandrovitj Zubov (ryska: Валериан Александрович Зубов), född den 28 november 1771, död den 21 juni 1804, var en rysk greve och militär.
Zubov fick 1795 befäl över hären i kriget mot Persien, varunder han intog Derbent. Han återkallades 1796 av kejsar Paul och deltog 1801 jämte sina bröder Nikolaj och Platon Zubov i sammansvärjningen mot denne.